# Palingenia longicauda
Palingenia longicauda es un insecto efemeróptero acuático de la familia Palingeniidae. Es la efímera de mayor tamaño de Europa, con una longitud de hasta 12 cm sin contar la cola. Las larvas no sobreviven en hábitats acuáticos contaminados, por lo que la presencia de P. longicauda es un indicador de agua limpia y no contaminada. Actualmente extinta en muchos países europeos, se puede encontrar en los ríos Tisza y Mureș en Serbia y Hungría, y en el Prut en Rumanía.
Las hembras ponen ocho o nueve mil huevos, y los adultos eclosionan dos veces en un corto período de tiempo. Las ninfas miden de 32 a 40 mm de longitud y tienen la cabeza de color amarillento. Como es común entre las efímeras, después de la eclosión, los adultos solo tienen unas horas para aparearse antes de morir, por lo que grupos de machos tratan frenéticamente de aparearse con una hembra. Las hembras vuelan entre 1 y 3 kilómetros antes de depositar los huevos en la superficie del agua, donde se hunden hasta el fondo y eclosionan después de 45 días; las ninfas se introducen en el sedimento donde pasan dos o tres años en túneles en el barro, con una densidad de hasta 400 túneles por metro cuadrado, antes de convertirse en subimagos. Gracias al lento discurrir del río y la ausencia de peces que se alimentan en la superficie, a diferencia de muchas otras especies de efímeras, los imagos no se alejan del agua, volando bajo y tocando con frecuencia la superficie con sus largos cercos (proyecciones o filamentos caudales).
En el río Tisza un gran número de ninfas suelen eclosionar y emerger del agua a lo largo de una semana a mediados de junio; este fenómeno natural es muy llamativo y se ha convertido en una atracción turística.